# NGC 474
NGC 474 (również PGC 4801 lub UGC 864) – galaktyka soczewkowata (S0), znajdująca się w gwiazdozbiorze Ryb w odległości około 100 milionów lat świetlnych od Ziemi. Została odkryta 13 grudnia 1784 roku przez Williama Herschela. Galaktyka ta wraz z sąsiednią NGC 470 tworzy razem układ skatalogowany w Atlasie Osobliwych Galaktyk jako Arp 227.
NGC 474 posiada nietypowe powłoki, które mogły powstać w wyniku oddziaływania grawitacyjnego z NGC 470 lub też połączenia z mniejszą galaktyką.